# Mikael Nilsson
Mikael Nilsson (Falköping, Švedska, 28. rujna 1968.) je bivši švedski nogometaš i nacionalni reprezentativac. Nilsson je nakon dvije sezone igranja za IFK Falköping, 1988. godine prešao u IFK Göteborg u kojem je proveo svoj cijeli igrački vijek. Tijekom karijere u Göteborgu, Nilsson je osvojio šest naslova švedskog prvaka te je s klubom igrao u nekoliko europskih natjecanja. Igračku karijeru je prekinuo 2000. godine zbog ozljede oka.
Nilsson je za švedsku reprezentaciju nastupio 22 puta te je s njom igrao na jednom europskom (Švedska 1992.) i svjetskom (SAD 1994.) prvenstvu. Na EURO-u 92' kojem je Švedska bila domaćin, Nilsson je s reprezentacijom stigao do polufinala dok je na Mundijalu u SAD-u 1994. osvojio broncu nakon što je Švedska pobijedila Bugarsku s visokih 4:0.
Britanska sportska televizija ITV je u emisiji o 50 najboljih golova Lige prvaka uvrstila dva Nilssonova gola protiv PSV Eindhovena na 19. i 20. mjesto.

## Osvojeni trofeji

### Klupski trofeji
| Klub         | Trofej            | Godina  |
| Švedska      | Švedska           | Švedska |
| ------------ | ----------------- | ------- |
| IFK Göteborg | Švedsko prvenstvo | 1990.   |
| IFK Göteborg | Švedsko prvenstvo | 1991.   |
| IFK Göteborg | Švedsko prvenstvo | 1993.   |
| IFK Göteborg | Švedsko prvenstvo | 1994.   |
| IFK Göteborg | Švedsko prvenstvo | 1995.   |
| IFK Göteborg | Švedsko prvenstvo | 1996.   |
| IFK Göteborg | Švedski kup       | 1991.   |

### Reprezentativni trofeji
| Reprezentacija | Turnir           | Trofej  |
| Švedska        | Švedska          | Švedska |
| -------------- | ---------------- | ------- |
| Švedska        | SP 1994. u SAD-u | bronca  |

## Vanjske poveznice
- Profil igrača na Weltfussball.de